# Аллар, Жан-Филипп
Жан-Филипп Аллар (фр. Jean-Philippe Allard; 8 апреля 1957, Сен-Манде, Сена — 17 мая 2024, X округ Парижа) — французский музыкальный продюсер.

## Биография
Аллар начинал как продюсер в конце 1970-х. В Париже он курировал альбомы Гила Эванса, Лорана Куньи, Хелен Меррилл, Чарли Хейдена, Хэнка Джонса, Стэна Гетца, Кенни Бэррона, Джона Маклафлина, Грэма Хейнса, Кристиана Эскуде, Беки Мселеку, Жюльетт Греко и Лайки Фатьен. Работа с Эбби Линкольн и Рэнди Уэстоном способствовала их международному возвращению. Он также отвечал за переиздания альбомов Джимми Джуффри, Чета Бейкера, Бобби Джаспара и Майлза Дэвиса.
В 1998 году Аллар стал генеральным директором французской Polydor. Он также руководил их отделом джаза и классики. С 2007 года Аллар отвечал за публикации Universal Music Publishing France MGB. В 2012 году он получил почётную награду Victoires du jazz. В 2014 году он возобновил деятельность лейбла Impulse! для переизданий записей. В том же году Аллар был награждён премией Брюса Лундвалла на джазовом фестивале в Монтрё за свою продюсерскую деятельность.
Умер 18 мая 2024 года от болезни в возрасте 67 лет.